# Onthophagus olsoufieffi
Onthophagus olsoufieffi är en skalbaggsart som beskrevs av Antoine Boucomont 1924. Onthophagus olsoufieffi ingår i släktet Onthophagus och familjen bladhorningar. Inga underarter finns listade i Catalogue of Life.